# Charles Sauria
Charles Sauria, né à Poligny le 25 avril 1812 et mort à Saint-Lothain (Jura) le 22 août 1895, est un inventeur français. Il est le fils du général d'Empire Jean-Charles Sauriat.

## Biographie
En 1831, alors qu'il n'était encore qu'étudiant en chimie au collège de l'Arc situé à Dole (Jura), il inventa les allumettes phosphoriques à friction en remplaçant le sulfure d'antimoine par le phosphore blanc dans la formule de John Walker. On raconte que c'est le souvenir d'une explosion accidentelle survenue lors d'une expérience de chimie en classe de seconde qui lui donna cette idée. Mais il ne possédait pas les 1 500 francs nécessaires au brevet et c'est un Allemand J.F. Kammerer (parfois considéré à tort comme leur véritable inventeur, et informé par le professeur de chimie de Charles Sauria) qui fut le premier à les fabriquer industriellement l'année suivante.
Ce n'est que 55 ans plus tard qu'il se vit reconnaitre la paternité de cette invention. L'Académie nationale agricole, manufacturière et commerciale lui décerne en 1887 une médaille d'argent pour son invention. Il vivra jusqu'à sa mort d'une modeste rente de 1 800 francs par an versée par l'État et liée à la possession d'un bureau de tabac à Paris, à comparer avec les recettes du monopole des allumettes évaluées à 30 millions à la même époque. Mais la Légion d'Honneur lui fut refusée par le Président de la République Jules Grévy, pourtant son ancien camarade de collège de Poligny.  
Par la suite, Sauria devint médecin. Il se consacra aux soins des plus démunis. Il était également poète, agronome, correspondant et membre de plusieurs sociétés savantes. Disciple de Fourier, Charles Sauria a tenté de mettre en place cette organisation sociale utopique, fondée sur de petites unités autonomes. Il créa avec son frère un phalanstère agricole, exploitation expérimentale dans laquelle les ressources étaient mises en commun.